# Legal Process Outsourcing
La Externalización de Procesos Legales (en inglés, Legal Process Outsourcing, LPO) es el término usualmente empleado para referirse al hecho de delegar la labor de departamentos legales corporativos o firmas de abogados en empresas de distintas partes del mundo. Las prestaciones delegadas van desde funciones de asistencia administrativa hasta la propia prestación de servicios jurídicos profesionales.
El desarrollo de las comunicaciones ha movido a muchas firmas de abogados anglosajonas a externalizar en el extranjero su actividad para mantener su competitividad, principalmente en India. Se trata de un fenómeno relativamente nuevo que se ha desarrollado en una serie de fases sucesivas. Empezó con la Externalización de Procesos Empresariales y los Call Centers en los años 1990 y derivó después en la Externalización de Procesos de Conocimiento, para luego extenderse a la Externalización de Procesos Legales.

## ¿Que podría incluir?[1]
- Cumplimiento de obligaciones tributarias
- Gestión de trámites ante la Superintendencia de compañías, valores y seguros
- Asesoría en propiedad intelectual
- Representación legal
- Gestión laboral ante el ministerio de trabajo
- Administración de los Libros Societarios
- Gestión corporativa; Creación y/o liquidación de compañías

## Tendencias futuras en outsourcing legal
El futuro del outsourcing legal incluye la integración de tecnologías avanzadas como la inteligencia artificial para automatización y mejor gestión de datos.